# Święty Sebastian (obraz El Greca z 1614)

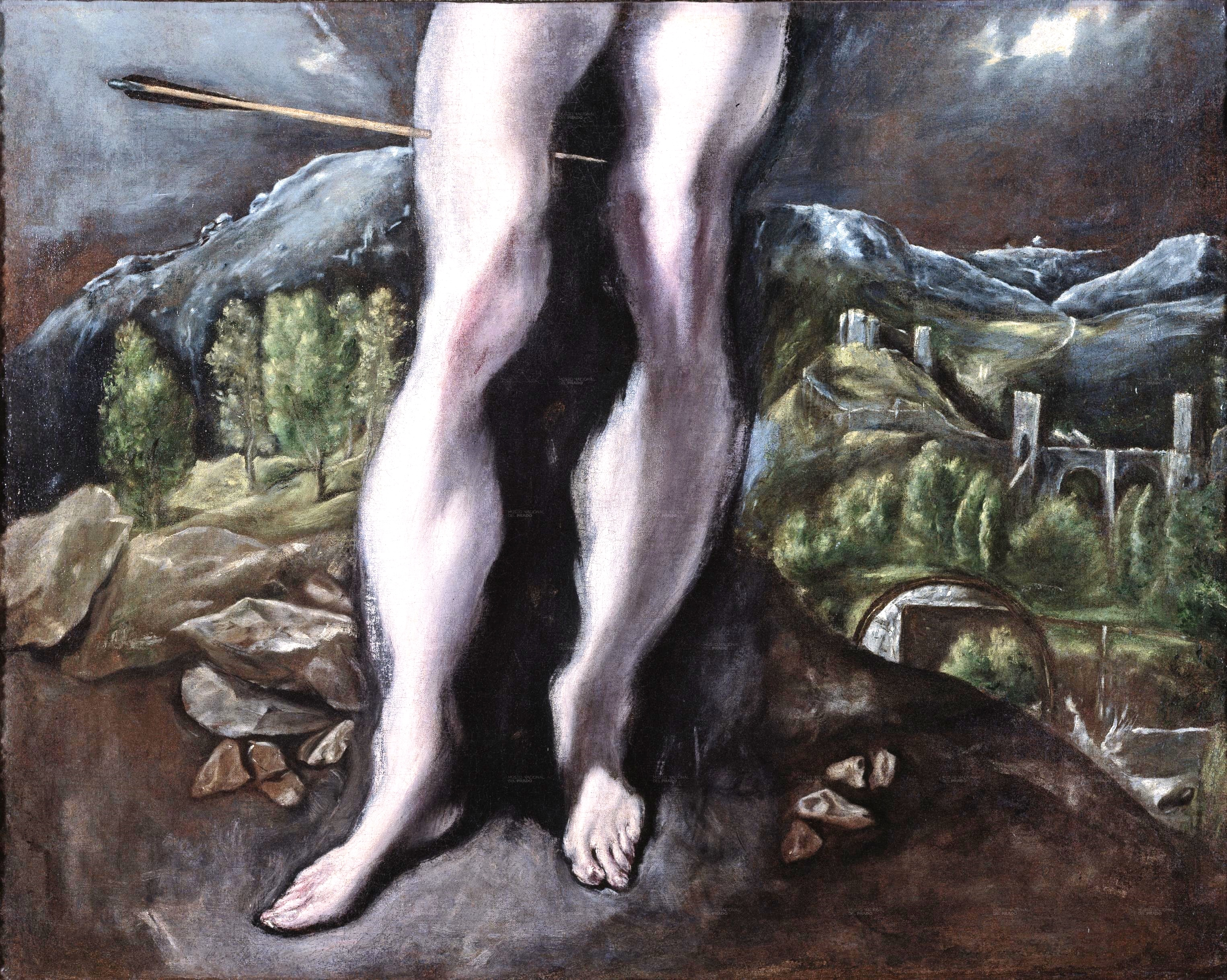

Święty Sebastian (Męczeństwo św. Sebastiana) – obraz hiszpańskiego malarza pochodzenia greckiego Dominikosa Theotokopulosa, znanego jako El Greco.
Męczeństwo Sebastiana zostało opisane w XIII-wiecznym zbiorze żywotów świętych pt. Złota legenda autorstwa Jakuba de Voragine. Sebastian był rzymskim oficerem gwardii cesarskiej. Żył w czasach prześladowań chrześcijan. Gdy dwóch z jego przyjaciół zostało skazanych na śmierć z powodu wiary, Sebastian chciał ich uratować, samemu przyznając się podczas procesu, że jest chrześcijaninem. Został skazany na przeszycie strzałami przez jego własnych żołnierzy. Sebastian nie umarł od otrzymanych ran.

## Opis obrazu
Pierwowzorem dla obrazu była owalna wersja z 1607 roku znajdująca się w Pałacu Królewskim w Bukareszcie. Wizerunek prawdopodobnie powstał na użytek malarza, być może z przeznaczeniem do jego kaplicy grobowej. El Greco skoncentrował się na ukazaniu mistycznej relacji pomiędzy św. Sebastianem a Bogiem. Mimo iż jego ciało było przywiązane do drzewa i przeszyte strzałami, on sam pogrążony jest w modlitwie ze wzrokiem skierowanym ku niebu. Dramatyzm sceny potęgują ciemne chmury widoczne w tle.

## Historia obrazu
Po śmierci malarza obraz otrzymali jego spadkobiercy, którzy prawdopodobnie przedzielili płótno na pół. Do XX wieku górna część była uznawana za obraz kompletny. W 1959 roku płótno zostało podarowane Muzeum Prado przez wdowę po hrabim Mora, markizę de Casa-Riera. W 1963 roku odkryto w Sewilli obraz przedstawiający jedynie nogi przeszyte strzałami. W ich tle widoczny był fragment panoramy miasta Toledo. Było to wskazówką do identyfikacji autorstwa owego dziwnego obrazu. El Greco bardzo często przedstawiał widok tego miasta na swoich płótnach, w tym na portretach świętych m.in.: Widok Toledo, Święty Marcin z żebrakiem czy Laokoon. Muzeum Prado zakupiło drugi obraz i obecnie eksponuje obie części pod numerami katalogowymi P03002 i P07186.
Pierwszą wersję męczeńskiej śmierci św. Sebastiana, El Greco namalował po przybyciu do Hiszpanii w 1578 roku. Obraz pod tytułem Święty Sebastian znajduje się w Museo Catedralico w Palencii.